# 1964年インスブルックオリンピックのオーストリア選手団
1964年インスブルックオリンピックのオーストリア選手団（1964ねんインスブルックオリンピックのオーストリアせんしゅだん）は、1964年1月29日から2月9日までオーストリアのインスブルックで開催された1964年インスブルックオリンピックのオーストリア選手団、およびその競技結果。

## 概要
今大会は開催国として大きく躍進し、金メダル数は過去最多タイとなる4個、銀メダル5個、銅メダル3個を獲得し、合計メダル数の12個は過去最多であった。

## メダル
| メダル | 選手名                                                                                      | 競技               | 種目         |
| ------ | ------------------------------------------------------------------------------------------- | ------------------ | ------------ |
| 金     | エゴン・ツィマーマン                                                                        | アルペンスキー     | 男子滑降     |
| 金     | ヨーゼフ・シュティグラー                                                                    | アルペンスキー     | 男子回転     |
| 金     | クリストゥル・ハース                                                                        | アルペンスキー     | 女子滑降     |
| 金     | ヨゼフ・ファイストマントル マンフレット・シュテングル                                       | リュージュ         | 男子2人乗り  |
| 銀     | カール・シュランツ                                                                          | アルペンスキー     | 男子大回転   |
| 銀     | エディート・ツィマーマン                                                                    | アルペンスキー     | 女子滑降     |
| 銀     | レギーネ・ハイツァー                                                                        | フィギュアスケート | 女子シングル |
| 銀     | エルヴィン・ターラー アドルフ・コクシーダー ヨゼフ・ナイルズ レインホルト・デュルンターラー | ボブスレー         | 男子4人乗り  |
| 銀     | ラインホルト・ゼン ヘルムート・ターラー                                                     | リュージュ         | 男子2人乗り  |
| 銅     | ヨーゼフ・シュティグラー                                                                    | アルペンスキー     | 男子大回転   |
| 銅     | トラウドゥル・ヘッヒャー                                                                    | アルペンスキー     | 女子滑降     |
| 銅     | ヘレネ・ツルナー                                                                            | リュージュ         | 女子1人乗り  |